# توکل‌آباد دره‌دراز
توکل‌آباد دره‌دراز یا شهرک جلالیه، روستایی از توابع بخش مرکزی شهرستان کرمانشاه در استان کرمانشاه ایران است.

## جمعیت
این روستا در دهستان بالادربند قرار دارد و براساس سرشماری مرکز آمار ایران در سال ۱۳۸۵، جمعیت آن ۷٬۴۲۹ نفر (۱٬۵۷۲خانوار) بوده‌است.